# 瓦西列維奇
瓦西列維奇是白俄羅斯的城市，位於列奇察以西54公里，距離首府戈梅利86公里，由戈梅利州負責管轄，海拔高度134米，2009年人口3,923，市內的氣象站在1878年建立。
52°16′N 29°48′E / 52.267°N 29.800°E